# Marcelo Milanesio
Marcelo Gustavo Milanesio (Hernando, Córdoba; 11 de febrero de 1965) es un exbaloncestista destacado de Argentina. Entre sus logros más importantes se destacan dieciséis títulos ganados, además de ser considerado el mejor jugador de la Liga Nacional en Argentina en dos oportunidades, y ser el líder en asistencias del Campeonato mundial de baloncesto de 1994.

## Carrera
Comenzó a jugar al básquetbol en el Club Fábrica Militar de Río Tercero. Junto a su hermano Mario se incorporó a Asociación Deportiva Atenas en 1982. El debut en primera se produjo el 2 de junio de ese mismo año, en un partido correspondiente al Torneo León Zakalian organizado la Asociación de Básquet Argentina, donde Atenas derrotó a Unión San Vicente por 70 a 40, con 4 puntos de su autoría. Su primer quinteto inicial con la casaca verde lo compartió con Martoglio (10 pts), el ex Seattle Supersonics Norton Barnhill (15 pts), el presidente de la Agencia Córdoba Deportes Medardo Ligorria (4 pts) y su hermano Mario Milanesio quien también debutaba esa misma noche siendo el goleador del encuentro con 22 puntos. Dos meses más tarde, el 9 de agosto juega lo que sería su primer partido oficial en Atenas superando al club Argentino de barrio Villa Cabrera por 108 a 51 con su aporte de 16 puntos para el triunfo. En 1983 gana el título de campeón de la Asociación Cordobesa de Básquetbol, su primera vuelta olímpica en el equipo cordobés.
En 1984 participó de la denominada Liga de Transición, donde quedó eliminado en semifinales a manos de River Plate. En 1985 participa de la primera edición de la Liga Nacional de Básquet, debutando el 26 de abril en Bahía Blanca donde Atenas cae derrotado ante el club Pacífico por 90 a 82. Sin embargo Marcelo y su equipo alcanza las finales y cayendo en la serie final 2 a 1 ante Ferro Carril Oeste. El tercer y decisivo partido se jugó en el Estadio Héctor Etchart; el primer tiempo terminó favoreciendo a Atenas (con un gran trabajo de Marcelo en la conducción) por 52 a 40. El reinicio del partido se demoró casi una hora luego de un entretiempo lleno de disturbios e intentos de agresión a los árbitros. En el segundo tiempo, en medio de una larga serie de fallos arbitrales muy discutidos, el local da vuelta el resultado y vence 95 a 86 obteniendo su primera Liga Nacional de Básquet. Ese año Marcelo jugó 37 partidos (donde anotó 415 puntos con un promedio de 11.12 puntos por juego), que fueron los primeros de los 649 partidos que jugó en forma consecutiva, y siempre en el mismo club. Al año siguiente Marcelo y su equipo repite la buena campaña de la temporada anterior, pero Ferro Carril Oeste vuelve a ser su verdugo y lo elimina en semifinales con un ajustadísimo 3 a 2 que se definió en los últimos segundos del quinto juego con un agónico triple de Mike Schlegel. De esta manera nació una rivalidad entre ambas escuadras que muchos lo llamaron el gran clásico de la Liga Nacional de Basquetbol
Ese mismo año jugó el Campeonato Mundial de Basquetbol realizado en España, siendo el base suplente de Miguel Cortijo. Dicho certamen ecuménico será siempre recordado porque fue (para Marcelo) su "primer mundial", y además porque Argentina fue el único equipo que derrotó al poderoso Estados Unidos (le ganó 74 a 70), quien sería finalmente el campeón mundial de ese año.

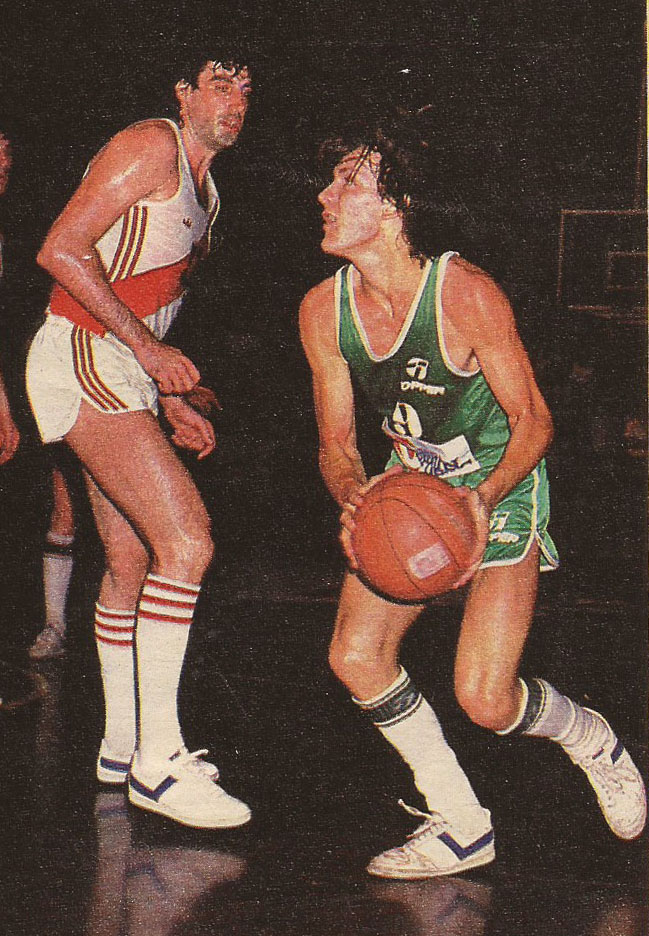
Milanesio enfrentando a River Plate en 1985.

En 1987, durante el mes de marzo, integró la Selección de Córdoba que ganó el Campeonato Argentino de Básquetbol de Mayores realizado en San Juan (cortando una racha de 24 años sin títulos para su Provincia) lo que fue un anticipo de lo que vendría: en mayo fue el base titular de la Selección Argentina que obtuvo el Campeonato Sudamericano de aquel año disputado en Paraguay, cortando una racha de 8 años sin lograrlo. A su vez, en diciembre de ese mismo año "su" Atenas de Córdoba se consagró por primera vez campeón de la Liga Nacional. En un emotivo cuarto juego, Atenas se tomó revancha de las temporadas anteriores y superó a Ferro Carril Oeste como visitante por 93-80 (liquidando la serie 3 a 1) y fue considerado por el público en general como el mejor equipo de la Argentina. Apenas cinco años después de su llegada a Atenas, Marcelo, junto a su hermano Mario ganaron los dos campeonatos más importantes del básquetbol argentino: el Argentino de Mayores y la Liga Nacional.
Durante ese mismo año, Marcelo integró la Selección Argentina que se adjudicó el Campeonato Sudamericano que se disputó en Asunción, Paraguay. Representando a su país fue logrando de a poco un mayor protagonismo, al mismo tiempo que era considerado uno de los mejores jugadores de la Liga Nacional.
En marzo de 1988 Marcelo Milanesio repitió los logros del año anterior: ganó el "bicampeonato" con la selección de Córdoba (en calidad de invicto) en la ciudad de San Salvador de Jujuy, y también ganó el "bicampeonato" de la Liga Nacional con Atenas de Córdoba al vencer categóricamente en la serie final a River Plate por 3 a 0. Pero Marcelo no pudo hacer "triplete" ya que en Venezuela alcanzó el subcampeonato en el Sudamericano de clubes quedando detrás del campeón Trotamundos de Carabobo. En 1989 logra el subcampeonato de la liga nacional (siempre con Atenas) al caer frente a Ferro Carril Oeste por 3 a 2 en una infartante serie final definida en el estadio del vencedor. También participó del Sudamericano de clubes jugado en Asunción del Paraguay (fue el único equipo que derrotó al ganador del torneo, el Trotamundos) donde logró el cuarto puesto.
En 1990 junto al equipo cordobés consiguió el "tricampeonato" de la Liga derrotando claramente en la serie final 3 a 0 a Sport Club Cañadense. A mediados de ese año se convirtió en la base titular de la Selección que jugó el Campeonato Mundial de Argentina. Fue pieza clave en los partidos jugados en la sede Córdoba, clasificando a su equipo para la Ronda Final disputada en el Luna Park de la ciudad de Buenos Aires, donde logró el octavo puesto.
En una entrevista realizada por la revista El Gráfico, Toni Kukoč, la estrella que descolló en el campeón Yugoslavia, calificó a Marcelo como el mejor jugador del equipo argentino.
En 1991 llega hasta las semifinales de la Liga Nacional donde cae ante el posterior campeón del certamen: Gimnasia y Esgrima Pedernera Unidos de San Luis. También participa del Sudamericano de clubes en Franca donde logra el subcampeonato al perder en la final ante el local Ravelli Franca. Con la selección mayor logra el subcampeonato sudamericano que se jugó en Venezuela y que ganó el combinado anfitrión.
En 1992 consiguió su cuarto título de Liga nacional al vencer en las finales a GEPU con un amplio 4 a 1. Con la selección mayor participa del Preolímpico de Portland 1992, donde enfrentó a la mejor Selección de Estados Unidos de todos los tiempos: el verdadero Dream Team de Michael Jordan y Magic Johnson, perdiendo por un contundente 128 a 87 en un partido que quedará para la historia. Lamentablemente, en este torneo, Argentina no clasificó para Barcelona 92 y Marcelo se quedó afuera de los Juegos Olímpicos.
El 2 de mayo de 1993, Marcelo Milanesio y Atenas hacen historia ganando por primera vez el Campeonato Sudamericano de Clubes Campeones al vencer en la final al All Star Franca por 76 a 73, en el Polideportivo Carlos Cerutti que lució colmado en las gradas. Ese mismo año ambos equipos se vuelven a enfrentar pero en la final del Campeonato Panamericano de Clubes en Guayaquil (Ecuador) pero esta vez el Franca se queda con la corona continental. En el mismo año Atenas se queda con un nuevo subcampeonato de la liga nacional al perder 4 a 2 en las finales con GEPU de San Luis.
En 1994 consigue el "bicampeonato" sudamericano de clubes desarrollado en Lima (Perú) al vencer en la final a Olimpia de Venado Tuerto 77 a 70 y Marcelo es elegido como el MVP de la final. En el 95 juega el sudamericano de clubes en Bucaramanga (Colombia) pero solo consigue un deslucido quinto puesto.
En marzo de 1995,Marcelo es el base titular de la Selección Argentina que obtuvo la medalla de oro en los Juegos Panamericanos disputados en Mar del Plata. De esta manera, logró su segundo título oficial con la selección absoluta albiceleste.
En 1996 Marcelo queda a las puertas del título nacional al caer derrotado Atenas en la final (4 a 3) frente a Olimpia de Venado Tuerto. Pero el 15 de septiembre de ese año conquista el Campeonato Panamericano de Clubes en Franca (Brasil) al vencer al local Cougar Franca 81 a 78 con un espectacular triple de Greg Dennis "sobre la chicharra".
En mayo de 1997, y bajo su conducción, Atenas se adjudica la Liga Sudamericana de Clubes al vencer en la serie final 2 a 1 al Corinthians del legendario Oscar Schmidt. Pocos días después se queda en semifinales de la liga nacional a manos de Independiente de General Pico. También ese mismo año participa del Open McDonald 97 jugado en París logrando la tercera colocación detrás de Chicago Bulls y Olympiacos BC de Grecia. Su excelente participación dio que hablar en el ámbito del básquetbol mundial.
Destacado por su tremendo lanzamiento externo, alcanzó un promedio de efectividad del 43,9% en triples a lo largo de las dieciocho temporadas que jugó la Liga Nacional de Clubes de Argentina, disputando además 848 partidos, de los cuales los primeros 649 fueron ininterrumpidos. Una lesión sufrida antes de comenzar la Liga 1998-99 lo dejó fuera de las canchas por primera vez en su carrera. Y cuando regresó, llevó a Atenas a ganar un nuevo campeonato.
Marcelo Milanesio no solo se destacó dentro de una cancha de básquetbol. Sus actividades comunitarias le han permitido obtener un gran reconocimiento del público y de las organizaciones. En 1993 obtuvo la máxima distinción que entregan los periodistas deportivos en Argentina, el premio Olimpia de Oro. Fue el primer baloncestista en ganarlo, hasta que Emanuel Ginóbili lo hiciera en 2003. Como reconocimiento a su trayectoria y rendimiento deportivo, el número 9 que luciera en su camiseta fue retirado por su club de toda la vida, Atenas de Córdoba. En el año 2000 fue galardonado con el Premio Konex de Platino como el mejor baloncestista de la década en Argentina.
El 13 de mayo de 2002 ante una multitud en el Polideportivo Carlos Ceruti de Córdoba Marcelo jugaba su último partido de la Liga con Atenas. En el quinto juego de las finales derrotó a Estudiantes de Olavarría 87 - 81 con una gran actuación del capitán verde que anota 18 puntos para la victoria, logrando de esta manera su séptima Liga nacional de Basquetbol. En medio de los festejos, Marcelo se subió a uno de los aros y dejó colgadas en el mismo su par de zapatillas con los que afrontó el partido, como corolario de su exitosa trayectoria como deportista.
Motivado por transmitir sus conocimientos, en 2004 organizó su Primer Campus Nacional en la ciudad de Villa Carlos Paz, Córdoba. El éxito obtenido lo motivó a incluir en su agenda el desarrollo de este campus durante tres temporadas. En el verano de 2005 la convocatoria fue notable, durante una semana, 170 niños y adolescentes participaron del evento; y en la última edición realizada en el 2006 volvió a convocar la misma cantidad de participantes.

## Palmarés

### En Atenas de Córdoba

#### Torneos nacionales
- Campeón Liga Nacional de Básquet 1987, 1988, 1990, 1991/92, 1997/98, 1998/99, 2001/02
- Campeón Torneo Copa de Campeones 1998, 1999

#### Torneos internacionales
- Campeón Campeonato Sudamericano de Clubes Campeones 1993, 1994
- Campeón Campeonato Panamericano de Clubes 1996
- Campeón Liga Sudamericana de Clubes 1997, 1998

#### Otros campeonatos
- Campeón Torneo de la Asociación Cordobesa 1984
- Campeón Atenas International Tournament 1998, 1999, 2001
- Campeón Campeonato Argentino de Selecciones Mayores con Córdoba 1987, 1988, 2000

### En la Selección de Argentina
- Campeón del Campeonato Sudamericano de Baloncesto en 1987.
- Medalla de oro (Campeón) en los Juegos Panamericanos de 1995.

### Títulos individuales
- MVP de las Finales de la LNB 1990
- MVP de la Temporada Regular de la LNB 1991/92, 1993/94
- MVP del Juego de las Estrellas de la LNB 2002
- Ganador del Torneo de Triples de la LNB 1990, 1993
- Mejor asistente en el Campeonato Mundial de Baloncesto de 1994